# Charles-Auguste de Bériot
Pour les articles homonymes, voir Bériot.
Ne doit pas être confondu avec Charles Briot.
Charles-Auguste de Bériot, né le 20 février 1802 à Louvain, mort le 8 avril 1870 à Bruxelles, est un compositeur et violoniste belge.

## Biographie

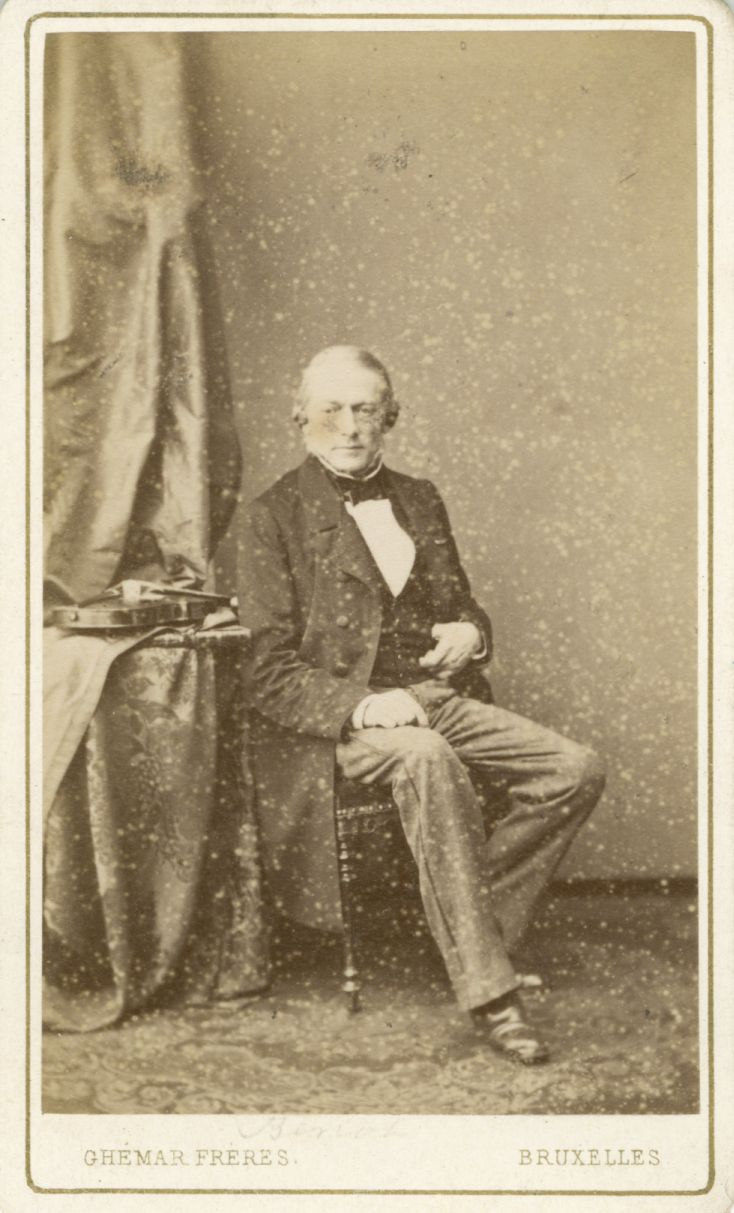
Portrait de Charles Auguste de Bériot par Chémar Frères, Bruxelles

Musicien précoce, Bériot connaît le succès lors d'une interprétation publique d'un concerto de Viotti, alors qu'il n'a que neuf ans en 1811.
En 1812, il devient l'élève de Jean-François Tiby (d)  et du grand violoniste André Robberechts, lui-même élève de Viotti.
En 1821, il gagne Paris, où il est encouragé par Viotti, directeur de l'Opéra de Paris depuis deux ans, et se produit en public avec succès. Grâce à son style élégant et pur, sa tournée en Europe lui apporte la célébrité. De 1824 à 1826, il est violoniste de Charles X de France.

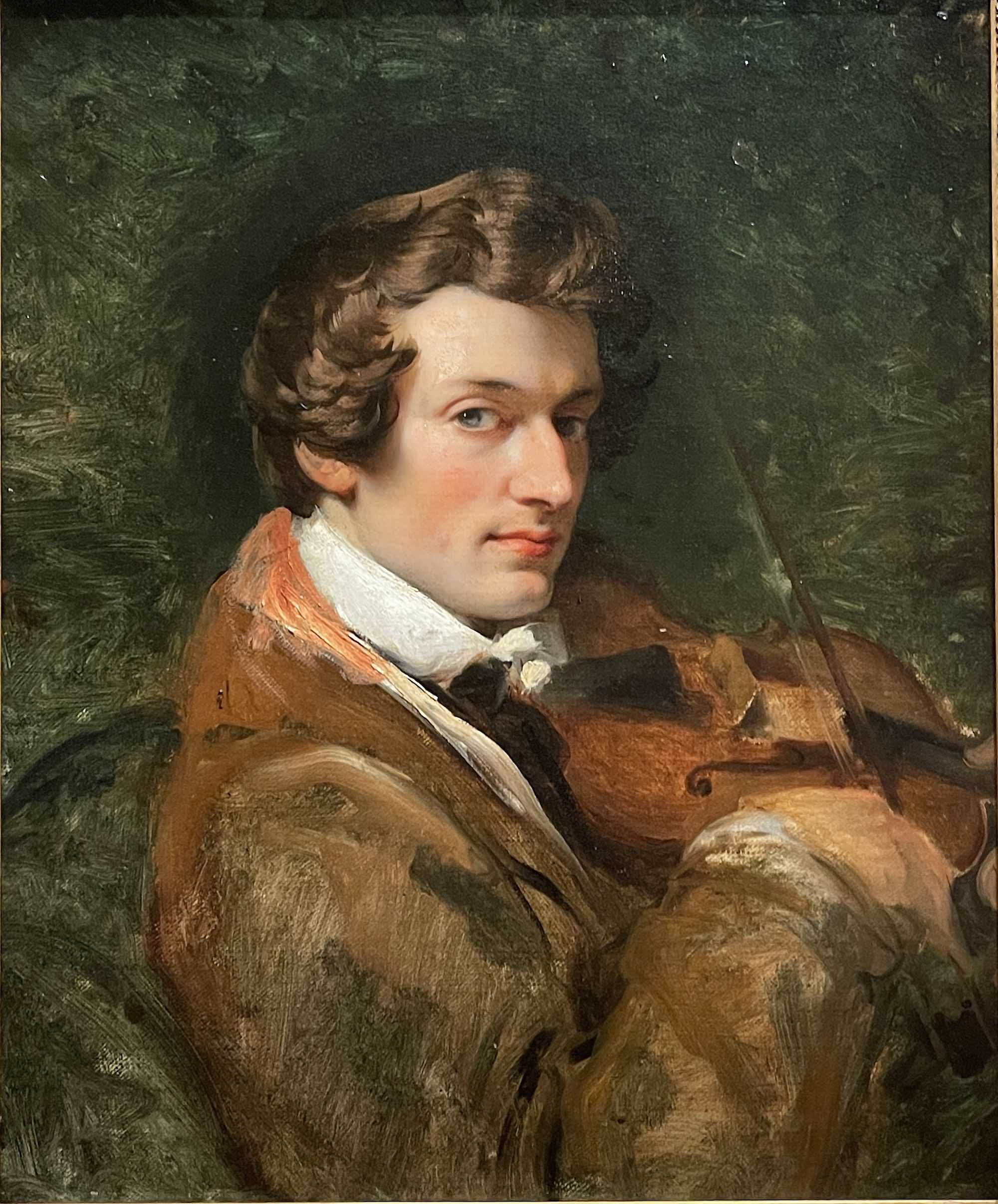
Horace Vernet, Portrait de Charles Auguste de Bériot, vers 1830.

Refusé par Henriette Sontag, il épouse, à Paris, en 1836, l'illustre cantatrice Maria Malibran, dont il est l'amant depuis six ans, après que le premier mariage de cette dernière a été annulé. Leur fils, Charles-Wilfrid, né à Paris en 1833 et mort en 1914, sera pianiste virtuose et sera notamment le professeur de piano de Maurice Ravel, Ricardo Viñes, Enrique Granados et Abel Decaux, parmi d'autres.
Le couple fait construire deux vastes hôtels particuliers en forme de villa entourée de jardins à Ixelles et Saint-Josse, deux communes de faubourg de Bruxelles. La mort prématurée de la diva met fin à cette union romantique par excellence en 1836. Charles de Bériot fera construire une vaste chapelle dans le cimetière de Laeken pour son épouse. Il se fit aussi construire une résidence sur le Rhin dans la ville thermale de Bad Ems.
En 1840, il épouse Maria Hueber qu'il avait rencontrée à Vienne. Celle-ci mourra en 1858.
Après une tournée en Autriche et en Allemagne, il se fixe à Bruxelles, où il devient professeur au Conservatoire. En 1843, il refuse le poste équivalent au Conservatoire de Paris qui lui a été offert après la mort de Pierre Baillot.
Sa santé déclinante l'oblige à démissionner en 1852.
Vers 1860 il prend sous son aile la jeune comédienne Marie Colombier, recueillie à Paris par son fils Charles-Wilfrid. Il lui fait donner ses premières leçons d'art dramatique par Quélus, le directeur du théâtre de la Monnaie. Vers 1860, père et fils déménagent à Paris et Charles continue de s'occuper de sa jeune protégée. Celle-ci suit des cours avec Augustine Brohan et entre au Conservatoire.
Il meurt, aveugle, le 8 avril 1870, âgé de 68 ans. Il est enterré au cimetière de Laeken-Bruxelles.
Il était également franc-maçon, membre de la loge Les Amis philanthropes de Bruxelles, (Grand Orient de Belgique).
Il était cousin par alliance du musicien et compositeur hutois Godefroid Camauër.

## Œuvres
Bériot a composé une dizaine de concerti — dont le premier, dit « Militaire » (1829), dédié à Léopold 1er de Belgique, comporte un beau duo de violons —, 11 airs, cinq recueils d'études, 15 variations pour piano et violon et une cinquantaine de duos et d'études. Toutefois, la postérité a retenu ses talents d'interprète plus que ses œuvres, celles-ci n'étant plus jouées lors des concerts. Celui qui reste l'un des grands noms de l'école franco-belge de violon a également écrit une Méthode de violon.